# Karalık
Karalık ist ein Dorf im Landkreis Sorgun in der türkischen Provinz Yozgat. Karalık liegt etwa 65 km nordöstlich der Provinzhauptstadt Yozgat und 32 km nordöstlich von Sorgun. Karalık hatte laut der letzten Volkszählung 932 Einwohner (Stand Ende Dezember 2010). Die Bevölkerung besteht hauptsächlich aus Tscherkessen und Tschetschenen.